# خرگوش بی‌دم توماس
خرگوش بی‌دم توماس (نام علمی: Ochotona thomasi) نام یک گونه از سرده خرگوش بی‌دم است.